# Venus de Barcelona

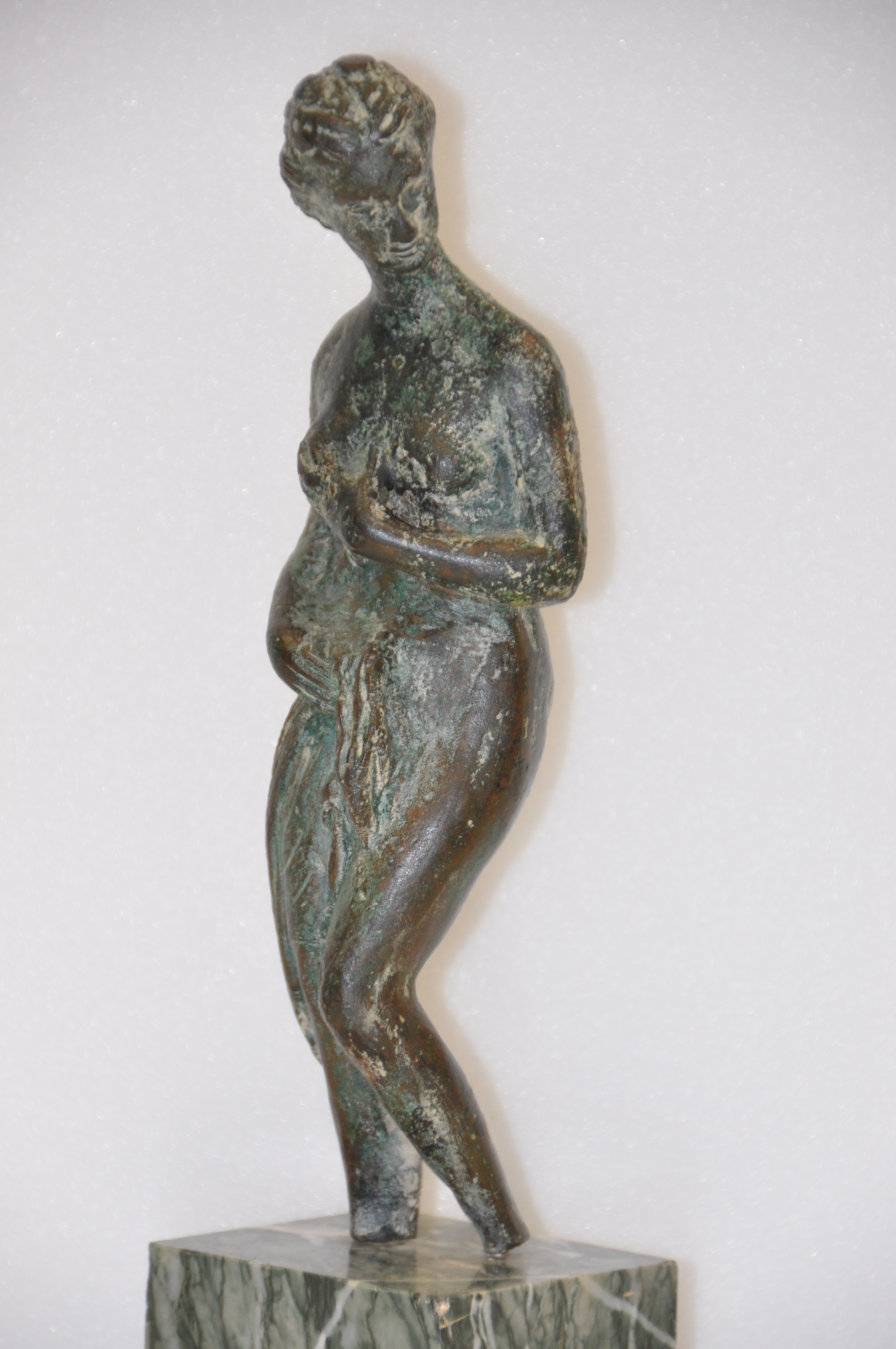
Venus de Barcelona. Davant

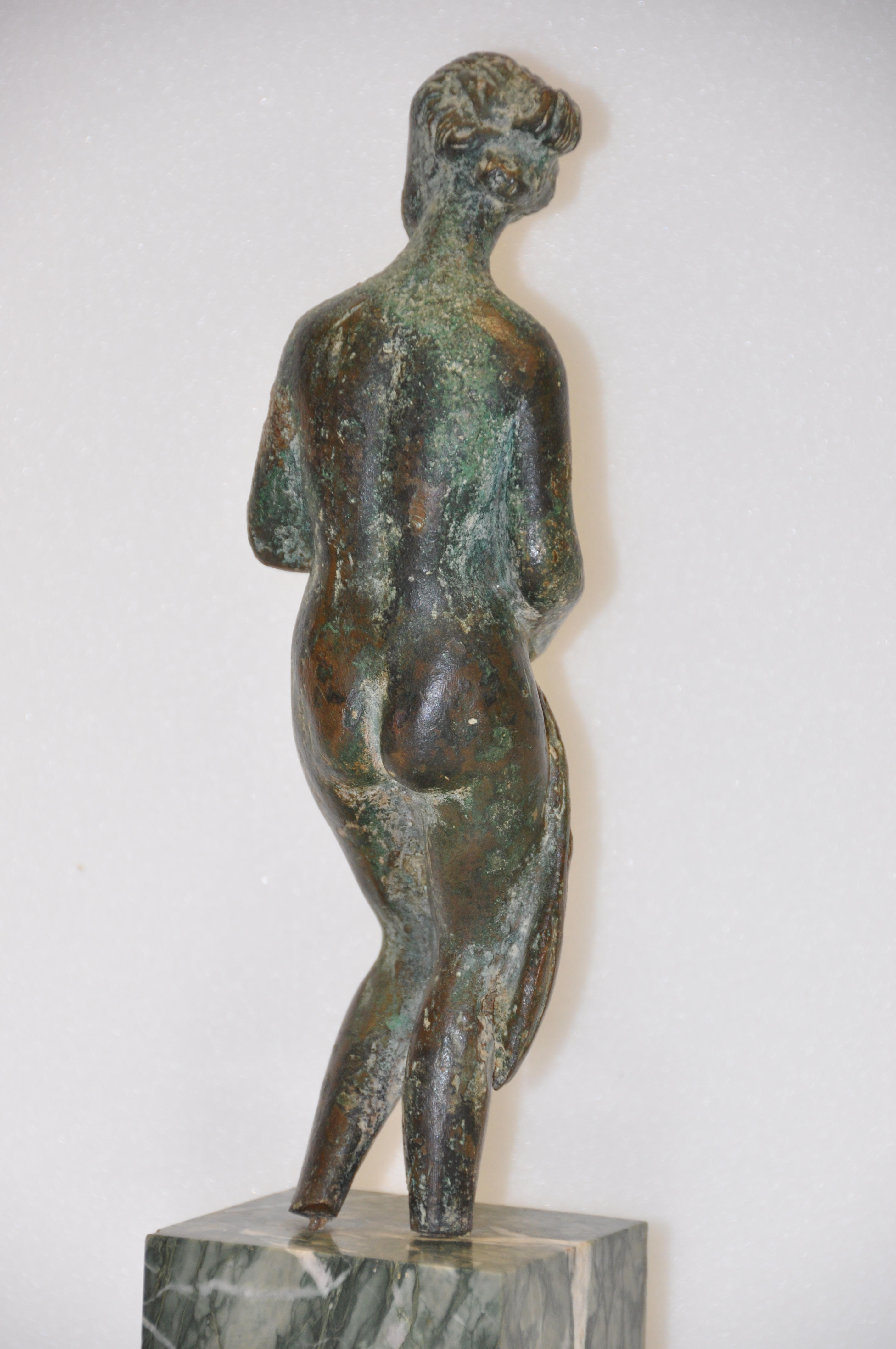
Venus de Barcelona. Darrere

La Venus de Barcelona és una estatueta de bronze de datació incerta que representa la deessa Venus (Afrodita) i que va ser trobada a Barcelona, en un indret de Nou Barris. Es conserva al Museu d'Història de Barcelona.

## Descripció
Fa uns 21 cm d'alçada. Representa la deessa Venus nua, però tapant-se el pubis amb una tovallola o Himatió i els pits amb la seva mà dreta. Li falten els peus. Correspon al tipus anomenat "Venus púdica" que representen, entre d'altres, estàtues tan conegudes com la Venus de Medici, l'Afrodita de Cnidos, l'Afrodita de Menofant o la venus Capitolina.

## La troballa
Es va produir cap a 1952. Va ser una troballa casual, mentre Juan José Morales Anguita i el seu fill Ángel Morales Velasco removien les terres d'un hort que conreaven. Aquest hort es trobava dins de l'antic terme de Sant Andreu de Palomar, prop de la confluència del passeig de Fabra i Puig amb el carrer Manuel Sancho, a tocar de la Meridiana. Actualment, aquesta zona està completament urbanitzada i no hi ha notícies de cap altra troballa arqueològica destacable en aquest mateix entorn.
Inicialment, els descobridors es van endur la figura a casa seva, on els petits de la família Morales hi jugaven com si fos una nina. Uns mesos després la van vendre a un drapaire el qual, a la vegada, la va traspassar a un antiquari. Finalment, el 1955, es va formalitzar la seva venda a l'Ajuntament de Barcelona i va passar a formar part de les col·leccions del Museu d'Història de Barcelona, on es conserva (amb el número d'inventari 3.500)

## Datació
Els primers estudis sobre la peça la consideraven una obra romana, del segle i, tot i que amb alguns dubtes a causa d'algunes particularitats de la seva iconografia, no gaire comunes entre les peces antigues. Posteriorment, a causa d'aquests mateixos dubtes, es va posar en qüestió la cronologia antiga de la peça i s'apunta a una cronologia moderna, considerant que podria tractar-se d'un bronzetto o petita estatueta de bronze feta modernament a la manera de les escultures antigues.

## Fama
La denominació "Venus de Barcelona" proposada des del començament per Duran i Sanpere i Serra Ràfols va fer fortuna. Es pot comptar, en aquest sentit, entre les figures femenines incorporades a les respectives mitologies locals de diverses poblacions de Catalunyaː Venus de Badalona, Venus de Gavà, Venus d'Iluro, Venus de Lloret, Venus de S'Agaró (obra de Joan Rebull), etc. Cap als anys seixanta i setanta del segle xx se la va voler convertir en un símbol de la ciutat i així, per exemple, l'alcalde lliurava com a regal als visitants il·lustres de Barcelona una reproducció d'aquesta estatueta. Es va instituir, també, un premi anomenat "Venus de Barcelona" per a promocionar la indústria de la moda a Barcelona.